# Saint-Cirgues (Haute-Loire)
Saint-Cirgues ist ein französischer Ort und eine Gemeinde mit 164 Einwohnern (Stand: 1. Januar 2022) im Département Haute-Loire in der Region Auvergne-Rhône-Alpes (vor 2016: Auvergne). Die Gemeinde gehört zum Arrondissement Brioude und zum Kanton Pays de Lafayette.

## Geographie
Saint-Cirgues liegt etwa 35 Kilometer westnordwestlich von Le Puy-en-Velay am Allier.

### Nachbargemeinden
Umgeben wird Saint-Cirgues von den Nachbargemeinden Blassac und Lavoûte-Chilhac im Norden, Aubazat im Osten, Arlet im Süden und Südosten, Saint-Austremoine im Süden und Südwesten sowie Ally im Westen.

## Bevölkerungsentwicklung
| Jahr                       | 1962 | 1968 | 1975 | 1982 | 1990 | 1999 | 2006 | 2011 | 2087 |
| Einwohner                  | 215  | 190  | 191  | 167  | 151  | 147  | 155  | 158  | 166  |
| Quellen: Cassini und INSEE |      |      |      |      |      |      |      |      |      |

## Sehenswürdigkeiten
- Kirche Saint-Cirgues aus dem 13. Jahrhundert, auf Fundamenten des 11. Jahrhunderts erbaut, Monument historique seit 1930

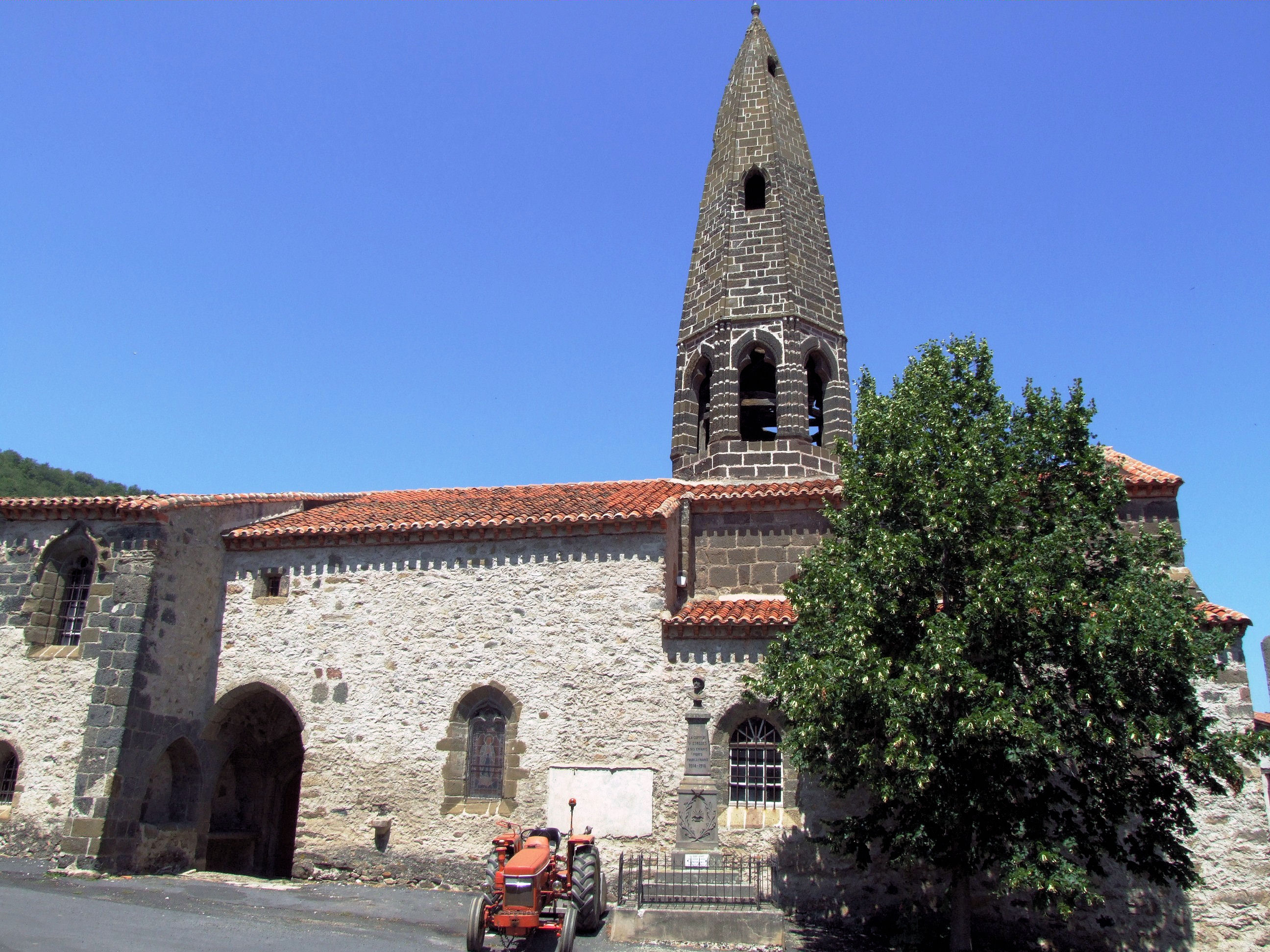
Kirche Saint-Cirgues